# Gradnja
Gradnja es un pueblo ubicado en el territorio de Vranje, en el distrito de Pčinja, Serbia.

## Superficie
Posee una superficie de 8,507 kilómetros cuadrados.

## Demografía
Hasta 2011 la población era de 187 habitantes, con una densidad de población de 21,98 habitantes por kilómetro cuadrado.